# فولشتدت
فولشتدت (به آلمانی: Vollstedt) یک شهر در آلمان است که در نوردفرایسلند واقع شده‌است. فولشتدت ۱۷۰ نفر جمعیت دارد.